# Mimoclystia corticearia
Mimoclystia corticearia är en fjärilsart som beskrevs av Aurivillius 1910. Mimoclystia corticearia ingår i släktet Mimoclystia och familjen mätare. Inga underarter finns listade i Catalogue of Life.